# Bryan Gould
Bryan Charles Gould (né le 11 février 1939) est un ancien homme politique et diplomate britannique né en Nouvelle-Zélande. Il est député de 1974 à 1979, puis de 1983 à 1994. Il est membre du cabinet fantôme du Parti travailliste de 1986 à 1992 et s'est présenté sans succès à la direction du parti en 1992 .
Gould est retourné en Nouvelle-Zélande et en 2004 a été nommé directeur de Television New Zealand .

## Jeunesse et famille
Gould est né à Hawera, Nouvelle-Zélande, le 11 février 1939, fils de Charles Terence Gould et d'Elsie Gladys May Gould (née Driller) . Il fait ses études au Tauranga College de 1951 à 1953, puis au Dannevirke High School entre 1954 et 1955. Il poursuit ses études à l'Université Victoria de Wellington de 1956 à 1958 et à l'Université d'Auckland de 1959 à 1962, obtenant un BA LLB en 1961 et un LLM avec mention très bien deux ans plus tard  . Il est boursier néo-zélandais Rhodes au Balliol College, Oxford, à partir de 1962. Après avoir obtenu un diplôme en droit avec des honneurs de premier ordre, il rejoint le service diplomatique britannique en 1964. Il est ensuite retourné à Oxford en tant que stagiaire en droit au Worcester College aux côtés de Francis Reynolds.
Le frère de Gould est Wayne Gould, surtout connu pour avoir popularisé le Sudoku. Ils sont les descendants de George Gould, ancien président de la New Zealand Shipping Company . En 1967, Bryan Gould épouse Gillian Anne Harrigan et le couple a deux enfants .

## Carrière parlementaire
Après s'être présenté sans succès en février 1974, Gould est élu député travailliste de Southampton Test en octobre 1974 et le reste jusqu'en 1979. Il travaille comme journaliste à la télévision de 1979 à 1983, puis est élu député de Dagenham en 1983, occupant le siège jusqu'à sa démission le 17 mai 1994.
Gould est membre du cabinet fantôme de Neil Kinnock, servant d'abord comme Secrétaire en chef du Trésor du cabinet fantôme, puis comme porte-parole sur le commerce et l'industrie, l'environnement, et plus tard sur le patrimoine. En 1992, il fonde le Full Employment Forum. Plus tard cette année-là, il est battu aux élections à la direction pour succéder à Kinnock après les Élections générales britanniques de 1992, que les travaillistes ont perdues face au Parti conservateur pour la quatrième élection consécutive. John Smith remporte l'élection mais Gould démissionne du cabinet fantôme de Smith le 27 septembre 1992 lorsque le cabinet fantôme rejette un référendum sur le traité de Maastricht et pour protester contre le soutien du Labour au mécanisme de taux de change européen . Il démissionne de son siège parlementaire en mai 1994 alors qu'il est sur le point de retourner en Nouvelle-Zélande.

## Carrière professionnelle
En juillet 1994, Gould retourne en Nouvelle-Zélande et devient vice-chancelier de l'Université de Waikato, jusqu'à sa retraite en 2004. À ce poste, Gould joue un rôle déterminant dans le lancement de The Great Race, une course d'aviron pour l'université de Waikato contre des universités internationales, sur le fleuve Waikato. La Coupe Bryan Gould pour la course de huit femmes porte son nom .
À l'occasion de l'anniversaire de la reine en 2005, Gould est nommé compagnon de l'Ordre du mérite néo-zélandais, pour ses services à l'enseignement supérieur . En octobre 2006, il reçoit un doctorat honoris causa de l'Université de Waikato . Il est membre du conseil d'administration de TVNZ.